# Kamna Gora
Kamna Gora – wieś w Słowenii, w gminie Slovenske Konjice. W 2018 roku liczyła 102 mieszkańców.